# Сомервилль, Грег
Грег Мардон Сомервилль (англ. Greg Mardon Somerville, родился 28 ноября 1977 года в Уайора) — новозеландский регбист, выступавший преимущественно на позиции правого столба; чемпион Супер Регби 1999, 2002, 2005, 2006 и 2008 годов в составе клуба «Крусейдерс». Получил прозвище «Йода» от одноклубников за схожесть с одноимённым персонажем киновселенной «Звёздные войны». Один из самых титулованных регбийных столбов Новой Зеландии по числу побед

## Биография
Окончил Нейпирскую среднюю школу для мальчиков, начинал карьеру в регби в составе студенческой команды «Меривейл-Линкольн». С 1998 года играл за регион Кентербери в чемпионате провинций Новой Зеландии, с 1999 года — игрок команды «Крусейдерс» в Супер 12 (ныне Супер Регби), дебютировал матчем против «Чифс». В составе команды «Кентербери» в 1998 году играл в полуфинале против «Уаикато», который обернулся для кентерберийцев поражением, поскольку тренер Робби Динс неожиданно бросил в бой вместо основных столбов необстрелянного Сомервилля и его одноклубника из второго состава Дейва Хьюитта. В последующих сезонах именно игра Сомервилля приносила успех «Кентербери» — команда выигрывала чемпионат провинций в 2001, 2004 и 2008 годах, завоевав Щит Рэнфёрли в 2000 и 2004 годах. В составе «Крусейдерс» Грег Сомервилль завоевал шесть титулов чемпиона Супер 12 (Супер 14): в 1999, 2000, 2002, 2005, 2006 и 2008 годах.
Участие в Супер Регби помогло Грегу пробиться в основную сборную «Олл Блэкс»: проведя некоторое время в сборных Новой Зеландии до 19 и до 21 года, а также сыграв в 1999 году матчи в составе второй сборной, уже через год, 16 июня 2000 года он дебютировал в Олбани в составе «Олл Блэкс» матчем против Тонга, в котором новозеландцы одержали разгромную победу со счётом 102:0. В 2003 году Сомервилль вошёл в заявку на чемпионат мира в Австралии, сменяя на позиции столба традиционно выходившего в составе Кеса Мьюса и набравшегося опыта Карла Хэймана. Однако в 2004 году Хэйман наравне с Мьюсом и новым столбом, Тони Вудкоком, стали чаще вытеснять Сомервилля с позиции столба: он выступал в сборной до 2008 года, сыграв на чемпионате мира во Франции (в 2007 году только из-за травмы он уступил место Хэйману и Вудкоку). В 2005 году он заменял Хэймана в двух тест-матчах против «Британских и ирландских львов».
Всего в составе сборной Новой Зеландии Грег сыграл 66 матчей, побив рекорд ещё одного столба «Олл Блэкс», Крэйга Дауда с 60 матчами — после 41 «сухого» матча он наконец-то занёс свою попытку 10 июня 2005 года в зачётку Фиджи, что считается одним из рекордов по числу матчей, проведённых игроком перед первым набором очков. Последнюю игру провёл 1 ноября 2008 года в Гонконге против Австралии; в том же году завершил выступление за «Кентербери» (56 игр) и за «Крусейдерс» (115 игр). Карьеру продолжал в Англии в составе «Глостера», с которым заключил контракт на 2,5 года. В 2010 году покинул «Глостер» и свой заключительный сезон провёл в составе «Мельбурн Ребелс», будучи при этом лидером команды.
Женат. Дети: Пэйдж, Иден, Райла.

## Стиль игры
Сомервилль обладал отличной выносливостью, техникой и жёсткостью ведения схваток в регби благодаря своим габаритам, однако отличался удивительной для столба скоростью, особенно при выступлении на позиции левого столба. Мог играть как на позиции правого, так и левого столба, заменяя Карла Хэймана и Оло Брауна справа и Тони Вудкока слева. В новозеландском регби называется универсальным столбом и сравнивается с Ричардом Лоу — одним из немногих универсальных столбов.